# Malleret-Boussac
Malleret-Boussac là một xã thuộc tỉnh Creuse trong vùng Nouvelle-Aquitaine miền trung nước Pháp. Xã này nằm ở khu vực có độ cao trung bình 300 mét trên mực nước biển.

## Địa lý
Thị trấn nằm trong thung lũng sông Petite Creuse, khoảng 14 dặm (23 km) về phía đông bắc của Guéret tại giao lộ các tuyến đường D15, D11 và D77.

## Dân số
| 1962                                                        | 1968 | 1975 | 1982 | 1990 | 1999 | 2005 |
| ----------------------------------------------------------- | ---- | ---- | ---- | ---- | ---- | ---- |
| 443                                                         | 447  | 350  | 294  | 268  | 229  | 230  |
| Số liệu điều tra dân số từ năm 1962 Dân số chỉ tính một lần |      |      |      |      |      |      |

## Địa điểm nổi bật
- Nhà thờ St.Martin,  từ thế kỷ 12.
- Lâu đài Beaufort.
- Nhà thờ kiến trúc Romanesque tại Champeix.